# Compus de zece octaedre
În geometrie compușii de zece octaedre sunt compuși poliedrici uniformi realizați dintr-un aranjament simetric de 10 de octaedre, considerate ca antiprisme, aliniate cu axele de simetrie de rotație cu trei poziții ale unui icosaedru. Cei doi compuși diferă prin orientarea octaedrelor lor: fiecare compus poate fi transformat în celălalt prin rotirea fiecărui octaedru cu 60°.
Au indicii de compuși uniformi UC15 respectiv UC16.

## Coordonate carteziene
Coordonatele carteziene ale vârfurilor acestui compus sunt toate permutările ciclice ale
(0, ±(φ−1√2 + 2sφ), ±(φ√2 − 2sφ−1))
(±(√2 − sφ2), ±(√2 + s(2φ − 1)), ±(√2 + sφ−2))
(±(φ−1√2 − sφ), ±(φ√2 + sφ−1), ±3s)
unde φ = (1 + √5)/2 este secțiunea de aur, iar s este sau +1 sau −1. Cu s = −1 se obține UC15, iar cu s = +1 se obține UC16.